# Michel Jeanneret (historien)
 (mars 2019).
Si vous disposez d'ouvrages ou d'articles de référence ou si vous connaissez des sites web de qualité traitant du thème abordé ici, merci de compléter l'article en donnant les références utiles à sa vérifiabilité et en les liant à la section « Notes et références ».
Pour les articles homonymes, voir Jeanneret.
Michel Jeanneret, né le 6 mars 1940 à Lausanne et mort le 3 mars 2019 à Genève, est un historien de la littérature, spécialiste de la Renaissance dans les lettres françaises, mais aussi de l'œuvre et de la vie de Gérard de Nerval.

## Biographie
Michel Jeanneret était professeur de littérature française et spécialiste des XVIe et XVIIe siècles. Après des études à Neuchâtel (Suisse), où il a obtenu son doctorat, il a enseigné à Londres (University College) puis à Cambridge (Gonville and Caius College). Dès 1969 et jusqu'en 2005, il a enseigné à l'université de Genève, puis, de 2005 à 2010, à l'université Johns-Hopkins, à Baltimore. Il était marié à Marian E. Hobson.
Il a été professeur invité au Collège de France et dans plusieurs universités : Paris-Sorbonne, Paris-Diderot, Bristol, Nottingham; Princeton, Harvard, University of California at Irvine, University of Washington at Seattle, University of Michigan, université de Pékin, université de Kyoto; université de Lausanne et université de Bâle.

## Fonctions et distinctions
Fonctions 
- Président du conseil de la Fondation Barbier-Mueller pour l'étude de la Poésie italienne de la Renaissance, Université de Genève.
- Membre du conseil de la Fondation Martin Bodmer, Cologny-Genève.
- Membre de l'Academia Europaea.
- Corresponding Fellow, British Academy.
- Membre étranger de l'Accademia Nazionale dei Lincei, Rome.
- Membre étranger de l'Istituto veneto di scienze, lettere ed arti (it).
- Membre honoraire de la Società Dantesca Italiana.

Distinctions
- Officier dans l'ordre des Palmes académiques (France).
- Médaille du Collège de France.
- Grand prix du Rayonnement de la Langue et de la Littérature françaises décerné par l'Académie française.
- Prix de critique littéraire de l'Institut national genevois.
- Premio Antonio Feltrinelli per la cultura letteraria del Rinascimento, Accademia Nazionale dei Lincei.
- Grand prix Jean-des-Vignes-rouges de l'Académie des sciences morales, des lettres et des arts de Versailles et d'Île-de-France.
- Prix Natalino-Sapegno de critique littéraire.

## Activités éditoriales
- Codirecteur avec Max Engammare de la collection « Les Seuils de la Modernité », aux éditions Droz, Genève.
- Codirecteur avec Sylviane Messerli puis Nicolas Ducimetière de la collection « Sources », aux Presses universitaires de France, Paris.

Membre du comité scientifique des revues : 
- Littérature (Paris).
- French Studies (Oxford).
- Modern Language Notes (MLN) (Baltimore).
- Italique (Genève).